# Paralympische Geschichte Namibias
| Gelbes Symbol für Goldmedaillen mit stilisierten Olympischen Ringen | Graues Symbol für Silbermedaillen mit stilisierten Olympischen Ringen | Braundes Symbol für Bronzemedaillen mit stilisierten Olympischen Ringen |
| ------------------------------------------------------------------- | --------------------------------------------------------------------- | ----------------------------------------------------------------------- |
| 3                                                                   | 4                                                                     | 5                                                                       |

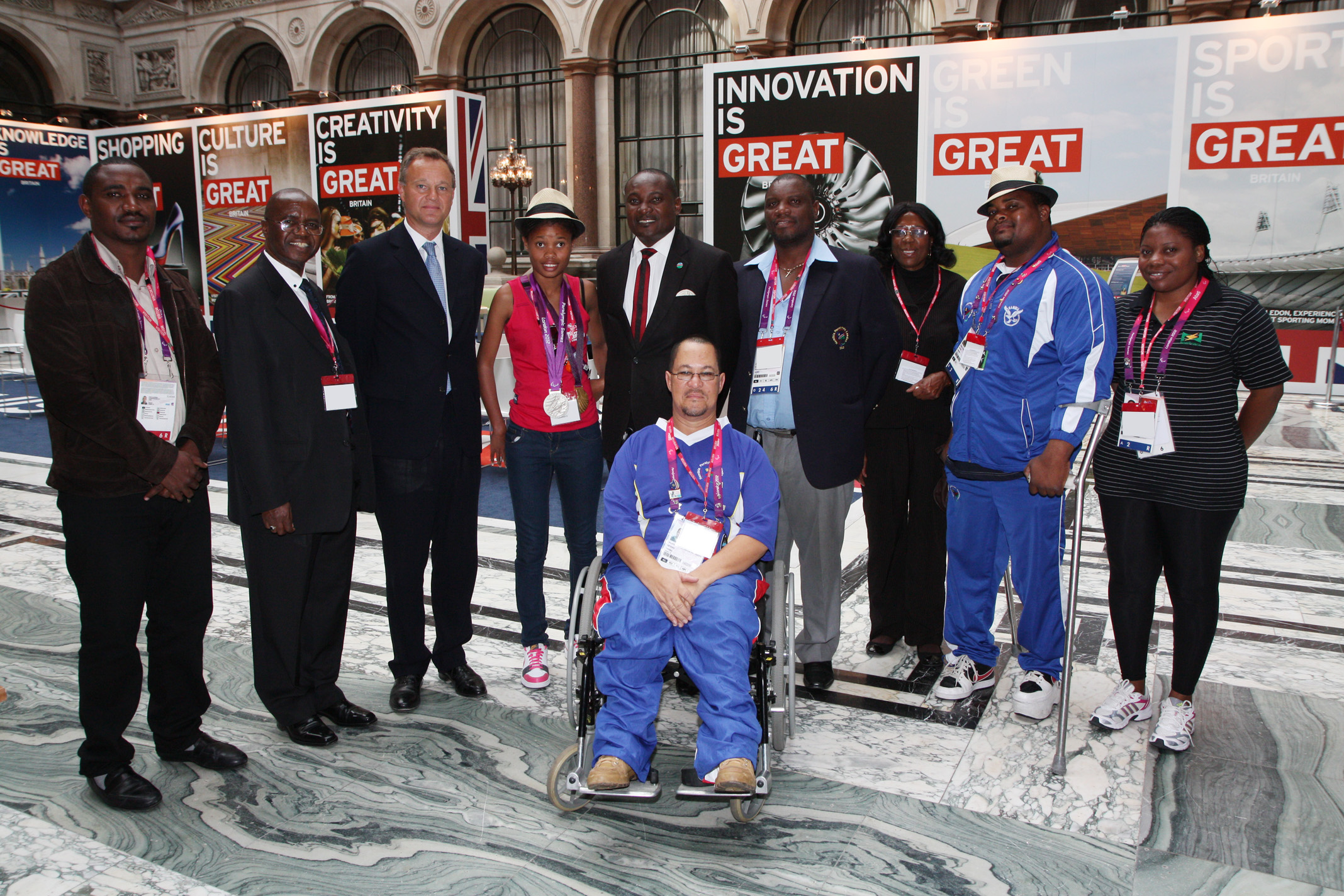
Namibische paralympische Delegation 2012 in London

Die paralympische Geschichte Namibias begann nach der Unabhängigkeit des Landes 1990. 1991 wurde Namibia in das Internationale Paralympische Komitee aufgenommen.
Bei der paralympischen Premiere 1992 in Barcelona bestand die namibische Mannschaft aus zwei Athleten. 1996 und 2000 nahm Namibia nicht aktiv teil. Erst 2004 wurde wieder ein Sportler entsandt. 2008 gewann das Land, das wieder von nur einem Sportler repräsentiert wurde, die erste Medaille. 2012 folgten zwei, 2016 fünf Medaillen und 2020 sowie 2024 jeweils zwei Medaillen.

## Übersicht der Teilnehmer

### Sommerspiele
| Jahr   | Athleten | Athleten | Athleten | Fahnenträger               | Sportarten | Sportarten  | Sportarten | Sportarten | Sportarten     | Sportarten | Medaillen | Medaillen | Medaillen | Medaillen | Rang |
| Jahr   | Gesamt   | Männer   | Frauen   | Fahnenträger               | Speerwurf  | Kugelstoßen | Diskuswurf |            | Leichtathletik |            |           |           |           | Gesamt    | Rang |
| ------ | -------- | -------- | -------- | -------------------------- | ---------- | ----------- | ---------- | ---------- | -------------- | ---------- | --------- | --------- | --------- | --------- | ---- |
| 1992   | 2        | 0        | 2        | ?                          | 2          | 2           | 2          |            |                |            |           |           |           |           | –    |
| 1996   | –        |          |          |                            |            |             |            |            |                |            |           |           |           |           | –    |
| 2000   | –        |          |          |                            |            |             |            |            |                |            |           |           |           |           | –    |
| 2004   | 1        | 1        | 0        | Ruben Soroseb              |            |             |            | 1          |                |            |           |           |           |           | –    |
| 2008   | 1        | 1        | 0        | Reginald Benade            |            |             | 1          |            |                |            |           |           | 1         | 1         | 69   |
| 2012   | 5        | 4        | 1        | Ananias Shikongo           |            |             | 1          | 1          | 3              |            | 1         | 1         |           | 2         | 47   |
| 2016   | 9        | 7        | 2        | Johanna Benson             |            |             | 1          |            | 7              | 1          | 1         | 2         | 2         | 5         | 53   |
| 2020   | 3        | 2        | 1        | Lahja Ishitile             |            |             |            |            | 3              |            |           | 1         | 1         | 2         | 71   |
| 2024   | 5        | 4        | 1        | Lahja Ishitile Chris Kinda |            |             |            |            | 5              |            | 1         |           | 1         | 2         | 61   |
| Gesamt | Gesamt   | Gesamt   | Gesamt   | Gesamt                     | Gesamt     | Gesamt      | Gesamt     | Gesamt     | Gesamt         | Gesamt     | 2         | 4         | 4         | 10        |      |

## Medaillengewinner

### Goldmedaillen
| Name             | Spiele              | Sportart       | Disziplin       |
| ---------------- | ------------------- | -------------- | --------------- |
| Johanna Benson   | 2012 London         | Leichtathletik | 200 Meter (T37) |
| Ananias Shikongo | 2016 Rio de Janeiro | Leichtathletik | 200 Meter (T11) |
| Lahja Ishitile   | 2024 Paris          | Leichtathletik | 400 Meter (T11) |

### Silbermedaillen
| Name             | Spiele              | Sportart       | Disziplin       |
| ---------------- | ------------------- | -------------- | --------------- |
| Johanna Benson   | 2012 London         | Leichtathletik | 100 Meter (T37) |
| Johannes Nambala | 2016 Rio de Janeiro | Leichtathletik | 100 Meter (T13) |
| Johannes Nambala | 2016 Rio de Janeiro | Leichtathletik | 400 Meter (T13) |
| Ananias Shikongo | 2020 in Tokio       | Leichtathletik | 400 Meter (T11) |

### Bronzemedaillen
| Name             | Spiele        | Sportart       | Disziplin           |
| ---------------- | ------------- | -------------- | ------------------- |
| Reginald Benade  | 2008 Peking   | Diskuswurf     | Diskuswurf (F35/36) |
| Ananias Shikongo | 2008 Peking   | Leichtathletik | 100 Meter (T11)     |
| Ananias Shikongo | 2008 Peking   | Leichtathletik | 400 Meter (T11)     |
| Johannes Nambala | 2020 in Tokio | Leichtathletik | 400 Meter (T13)     |
| Lahja Ishitile   | 2024 Paris    | Leichtathletik | 100 Meter (T11)     |

## Medaillen nach Sportart
| Sportart       | Gold | Silber | Bronze | Gesamt |
| Leichtathletik | 3    | 4      | 4      | 11     |
| Diskuswurf     |      |        | 1      | 1      |
| Gesamt         | 3    | 4      | 5      | 12     |